# Лита Грей
Лита Грей (на английски: Lita Grey, родена Lillita Louise MacMurray) е американска актриса и втората жена на Чарли Чаплин. Женена е общо 4 пъти. Бракът ѝ с Чарли Чаплин е проблематичен от самото начало. Двамата имат малко общи интереси, и Чаплин прекарва по-голямата част от времето си далеч от къщи, работейки над „Треска за злато“. През август 1928 г., уморена от постоянните измени на мъжа си, Лита Грей се развежда с него. Имат двама сина – Чарлс Чаплин младши и Сидни Чаплин. Пише две автобиографични книги – „Животът ми с Чарли Чаплин“ (My Life With Chaplin (1966)) и „Жената на душата на компанията“ (Wife of the Life of the Party (1995)).
Умира от рак на 87 години.